# Kerry-Anne Guse
Kerry-Anne Guse (Brisbane, 4 december 1972) is een voormalig tennisspeelster uit Australië. Haar favoriete ondergrond is gras. Zij speelt rechtshandig en heeft een enkelhandige backhand. Zij was actief in het proftennis van 1987 tot en met 2001, voornamelijk in het dubbelspel. Haar beste jaar was 1998, toen zij zowel op het Australian Open als op Wimbledon de kwartfinale bereikte, zowel in het vrouwen- als in het gemengd dubbelspel, het jaar waarin zij haar hoogste notering op de dubbelspelranglijst bereikte.

## Loopbaan

### Enkelspel
Guse debuteerde eind 1987 op het toernooi van haar woonplaats Brisbane van 1988. Zij stond in 1994 voor het eerst in een finale, op het ITF-toernooi van Nuriootpa (Australië) – zij verloor van de Kroatische Maja Murić. In 1997 veroverde Guse haar eerste titel, op het ITF-toernooi van Noda (Japan), door de Koreaanse Choi Young-ja te verslaan. In totaal won zij zeven ITF-titels, de laatste in 1999 in Bendigo (Australië).
Na haar WTA-debuut in 1987/88, kwalificeerde Guse zich pas in 1990 weer voor een WTA-hoofdtoernooi, op het toernooi van Singapore (Kallang). Zij bereikte in het enkelspel nooit een WTA-finale. Haar beste resultaat op de WTA-toernooien is het bereiken van de kwartfinale, op het toernooi van Birmingham in 1998.
Haar beste resultaat op de grandslamtoernooien is het bereiken van de tweede ronde, tweemaal op Wimbledon (1996 en 1997). Haar hoogste notering op de WTA-ranglijst is de 60e plaats, die zij bereikte in november 1997.

### Dubbelspel
Guse behaalde in het dubbelspel betere resultaten dan in het enkelspel. Zij debuteerde in 1988 op het ITF-toernooi van Adelaide (Australië), samen met landgenote Lorrae Guse. Zij stond in 1990 voor het eerst in een finale, op het ITF-toernooi van Adelaide (Australië), samen met landgenote Catherine Barclay – hier veroverde zij haar eerste titel, door het Australische duo Maija Avotins en Joanne Limmer te verslaan. In totaal won zij 34 ITF-titels, de laatste in 2000 in Dalby (Australië).
In 1989 speelde Guse voor het eerst op een WTA-hoofdtoernooi, op het toernooi van Brisbane, samen met landgenote Lorrae Guse. Zij stond in 1991 voor het eerst in een WTA-finale, op het toernooi van San Marino, samen met de Japanse Akemi Nishiya – hier veroverde zij haar eerste titel, door het duo Laura Garrone en Mercedes Paz te verslaan. In totaal won zij zes WTA-titels, de laatste in 1997 in Surabaya, samen met de Japanse Rika Hiraki.
Haar beste resultaat op de grandslamtoernooien is het bereiken van de kwartfinale, op het Australian Open 1998 samen met landgenote Rachel McQuillan, en op Wimbledon 1998 aan de zijde van landgenote Catherine Barclay. Haar hoogste notering op de WTA-ranglijst is de 26e plaats, die zij bereikte in april 1998.
Ook in het gemengd dubbelspel bereikte Guse tweemaal de kwartfinale: op het Australian Open 1998 met landgenoot Andrew Kratzmann, en op Wimbledon 1998 met landgenoot Wayne Arthurs aan haar zijde.

### Tennis in teamverband
In 1997 en 1998 was Guse lid van het Fed Cup-team van Australië.

## Posities op deWTA-ranglijst
Positie per einde seizoen:
| jaar | rang enkelspel | rang dubbelspel |
| ---- | -------------- | --------------- |
| 1989 | 630            | 622             |
| 1990 | 348            | 181             |
| 1991 | 315            | 115             |
| 1992 | 215            | 180             |
| 1993 | 234            | 98              |
| 1994 | 207            | 51              |
| 1995 | 182            | 62              |
| 1996 | 151            | 49              |
| 1997 | 62             | 43              |
| 1998 | 135            | 27              |
| 1999 | 147            | 77              |
| 2000 | 253            | 174             |
| 2001 | 429            | 288             |

## Palmares
| Legenda                |
| ---------------------- |
| Grandslamtoernooi      |
| Olympische Spelen      |
| Year-End Championships |
| Tier I                 |
| Tier II                |
| Tier III               |
| Tier IV & V            |

### WTA-finaleplaatsen enkelspel
Geen.

### WTA-finaleplaatsen vrouwendubbelspel
| nr.              | finale     | toernooi          | ondergrond    | partner             | tegenstandsters                     | score         |
| ---------------- | ---------- | ----------------- | ------------- | ------------------- | ----------------------------------- | ------------- |
| gewonnen finales |            |                   |               |                     |                                     |               |
| 1.               | 1991-07-21 | WTA San Marino    | gravel        | Akemi Nishiya       | Laura Garrone Mercedes Paz          | 6-0, 6-3      |
| 2.               | 1995-09-17 | WTA Nagoya        | tapijt (i)    | Kristine Radford    | Rika Hiraki Park Sung-hee           | 6-4, 6-4      |
| 3.               | 1996-10-13 | WTA Surabaya      | hardcourt     | Alexandra Fusai     | Tina Križan Noëlle van Lottum       | 6-4, 6-4      |
| 4.               | 1997-04-27 | WTA Jakarta       | hardcourt     | Kristine Radford    | Lenka Němečková Yuka Yoshida        | 6-4, 5-7, 7-5 |
| 5.               | 1997-05-18 | WTA Cardiff       | gravel        | Debbie Graham       | Julie Pullin Lorna Woodroffe        | 6-3, 6-4      |
| 6.               | 1997-09-28 | WTA Surabaya      | hardcourt     | Rika Hiraki         | Maureen Drake Renata Kolbovic       | 6-1, 7-6      |
| verloren finales |            |                   |               |                     |                                     |               |
| 1.               | 1994-02-20 | WTA Peking        | hardcourt (i) | Valda Lake          | Chen Li-Ling Li Fang                | 0-6, 2-6      |
| 2.               | 1994-05-01 | WTA Jakarta       | hardcourt     | Andrea Strnadová    | Nicole Arendt Kristine Radford      | 2-6, 2-6      |
| 3.               | 1994-06-12 | WTA Birmingham    | gras          | Catherine Barclay   | Zina Garrison Larisa Neiland        | 4-6, 4-6      |
| 4.               | 1995-05-21 | WTA Bournemouth   | gravel        | Patricia Hy-Boulais | Mariaan de Swardt Ruxandra Dragomir | 3-6, 5-7      |
| 5.               | 1996-01-14 | WTA Hobart        | hardcourt     | Park Sung-hee       | Yayuk Basuki Kyōko Nagatsuka        | 6-7, 3-6      |
| 6.               | 1997-04-20 | WTA Japan (Tokio) | hardcourt     | Corina Morariu      | Alexia Dechaume Rika Hiraki         | 4-6, 2-6      |
| 7.               | 1999-04-18 | WTA Japan (Tokio) | hardcourt     | Catherine Barclay   | Corina Morariu Kimberly Po          | 3-6, 2-6      |

## Resultaten grandslamtoernooien
| Legenda | Legenda                          |
| ------- | -------------------------------- |
| g.t.    | geen toernooi gehouden           |
| l.c.    | lagere categorie                 |
| –       | niet deelgenomen                 |
| G       | uitgeschakeld in de groepsfase   |
| 1R      | uitgeschakeld in de eerste ronde |
| 2R      | uitgeschakeld in de tweede ronde |
| 3R      | uitgeschakeld in de derde ronde  |
| 4R      | uitgeschakeld in de vierde ronde |
| KF      | uitgeschakeld in de kwartfinale  |
| HF      | uitgeschakeld in de halve finale |
| F       | de finale verloren               |
| W       | het toernooi gewonnen            |
| w-v     | winst/verlies-balans             |

### Enkelspel
| Toernooi        | 1989 |    | 1993 | 1994 | 1995 | 1996 | 1997 | 1998 | 1999 | 2000 | w-v |
| --------------- | ---- | -- | ---- | ---- | ---- | ---- | ---- | ---- | ---- | ---- | --- |
| Australian Open | 1R   | 1R | 1R   | 1R   | 1R   | –    | 1R   | –    | 1R   | 0-7  |     |
| Roland Garros   | –    | –  | –    | –    | –    | –    | 1R   | –    | –    | 0-1  |     |
| Wimbledon       | –    | –  | –    | –    | 2R   | 2R   | 1R   | 1R   | –    | 2-4  |     |
| US Open         | –    | –  | –    | –    | –    | 1R   | 1R   | –    | –    | 0-2  |     |

### Vrouwendubbelspel
| Toernooi        | 1989 | 1990 | 1991 | 1992 | 1993 | 1994 | 1995 | 1996 | 1997 | 1998 | 1999 | 2000 | 2001 | w-v  |
| --------------- | ---- | ---- | ---- | ---- | ---- | ---- | ---- | ---- | ---- | ---- | ---- | ---- | ---- | ---- |
| Australian Open | 1R   | –    | 1R   | 2R   | 1R   | 2R   | 2R   | 2R   | 1R   | KF   | 1R   | 2R   | 1R   | 8-12 |
| Roland Garros   | –    | –    | –    | 1R   | 3R   | 2R   | 1R   | 1R   | 1R   | 3R   | 2R   | –    | –    | 6-8  |
| Wimbledon       | –    | 1R   | –    | 2R   | 1R   | 2R   | 2R   | 2R   | 2R   | KF   | 1R   | –    | 1R   | 8-10 |
| US Open         | –    | –    | 2R   | 1R   | –    | 1R   | 2R   | 2R   | 2R   | 2R   | 2R   | –    | –    | 6-8  |

### Gemengd dubbelspel
| Toernooi        | 1991 | 1992 | 1993 | 1994 | 1995 | 1996 | 1997 | 1998 | 1999 |    | 2001 | w-v |
| --------------- | ---- | ---- | ---- | ---- | ---- | ---- | ---- | ---- | ---- | -- | ---- | --- |
| Australian Open | –    | –    | –    | –    | 1R   | –    | 2R   | KF   | 1R   | –  | 3-4  |     |
| Roland Garros   | –    | –    | –    | 2R   | 2R   | 1R   | –    | –    | –    | –  | 2-3  |     |
| Wimbledon       | 1R   | 1R   | 1R   | 1R   | 2R   | 2R   | 1R   | KF   | 3R   | 1R | 7-10 |     |
| US Open         | –    | –    | –    | 2R   | –    | 1R   | 2R   | 2R   | 2R   | –  | 4-5  |     |